# Claire Maurier
Pour les articles homonymes, voir Maurier.
Claire Maurier, née Odette-Michelle-Suzanne Agramon le 27 mars 1929 à Céret (Pyrénées-Orientales), est une actrice française.

## Biographie
Elle est l'épouse de Jean Renaud Garcia, avec lequel elle se rend à Collonge pour y passer ses étés.
La carrière de Claire Maurier est aussi importante au théâtre qu'à la télévision. Après des petits rôles au cinéma depuis la fin des années 1940, elle est remarquée en 1959 en mère inconstante de Jean-Pierre Léaud dans Les Quatre Cents Coups de François Truffaut, puis en épouse provençale bigame de Bourvil et Fernandel en 1963 dans La Cuisine au beurre. À partir de 1966, elle incarne pendant 4 ans Esther dans le feuilleton à succès Vive la vie de Joseph Drimal.
Elle fait un retour notable au cinéma en 1978 dans La Cage aux Folles puis, deux ans plus tard, dans le rôle plus étoffé de Madeleine, femme séduisante mais vieillissante, d'Un mauvais fils de Claude Sautet.
En 1994 et 1996, elle est une mère revêche dans les versions théâtrale et cinématographique d'Un air de famille d'Agnès Jaoui et Jean-Pierre Bacri.
Elle apparaît en bistrotière parigote dans Le Fabuleux Destin d'Amélie Poulain réalisé par Jean-Pierre Jeunet (2001). En 2005, elle est Maryse Berthelot, l'une des protagonistes de la série télévisée Faites comme chez vous ! réalisée par Arnaud Gidoin.
En 2010, elle incarne la terrible mère de Gérard Depardieu dans La Tête en friche de Jean Becker.

## Théâtre

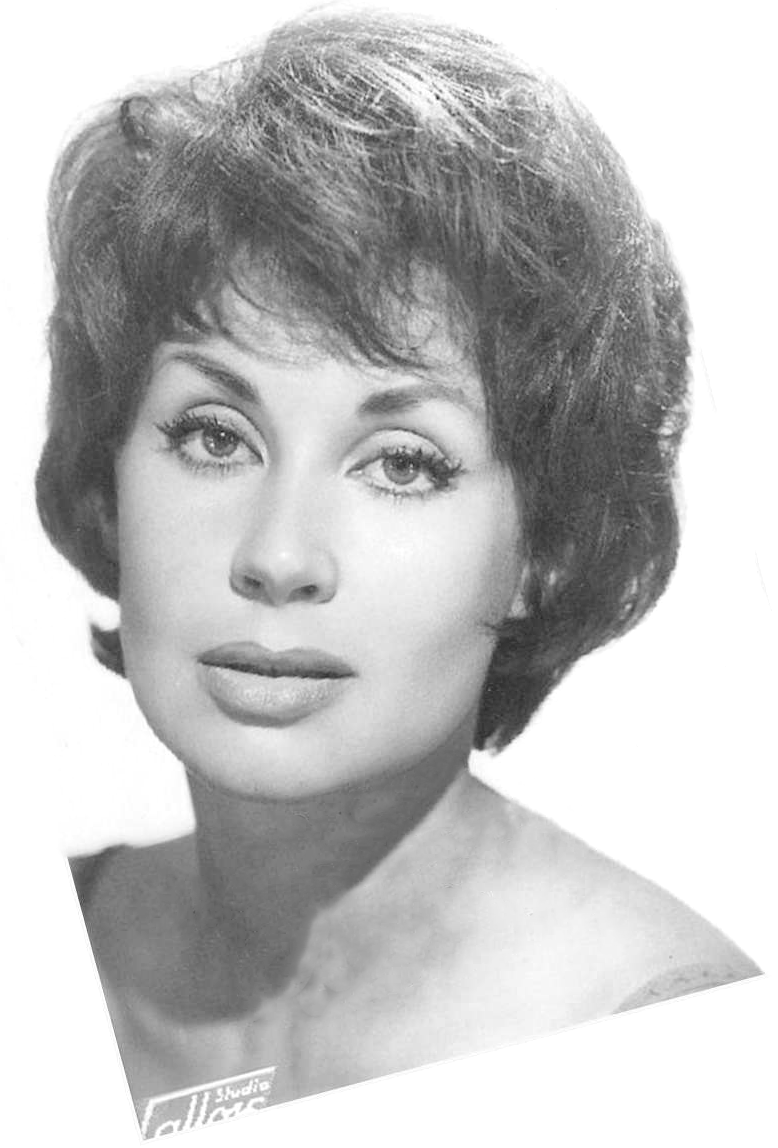
Claire Maurier en 1953 (Studio Vallois).

- 1952 : Sans cérémonie de Jacques Vilfrid et Jean Girault, mise en scène Pierre Mondy, théâtre Daunou
- 1954 : Lysistrata de Maurice Donnay d'après Aristophane, mise en scène Raymond Hermantier
- 1955 : Elle est folle, Carole de Jean de Létraz, mise en scène Simone de Létraz, théâtre du Palais-Royal
- 1956 : Virginie de Michel André, mise en scène Christian-Gérard, théâtre Daunou
- 1957 : Le monsieur qui a perdu ses clefs de Michel Perrin, mise en scène Raymond Gérôme, théâtre Édouard VII
- 1959 : De sept heures à sept heures de Guillaume Hanoteau et Philippe Georges d'après Robert Cedric Sherriff, mise en scène Max Mégy, théâtre des Arts
- 1960 : Le Comportement des époux Bredburry de François Billetdoux, mise en scène de l'auteur, théâtre des Mathurins
- 1962 : Château en Suède de Françoise Sagan, mise en scène André Barsacq, théâtre des Célestins
- 1969 : Cash-Cash d'Alistair Foot et Anthony Marriott, mise scène Michel Vocoret, théâtre Fontaine
- 1970 : Une poignée d'orties de Marc-Gilbert Sauvajon, mise en scène Jacques-Henri Duval, théâtre de la Michodière
- 1971 : Le Doux Oiseau de la jeunesse de Tennessee Williams, mise en scène André Barsacq, théâtre de l'Atelier
- 1972 : Duos sur canapé de Marc Camoletti, mise scène de l'auteur, théâtre Michel
- 1979 : C'est à c't'heure ci que tu rentres ? de Michel Fermaud, mise en scène Jean-Luc Moreau, théâtre des Nouveautés
- 1981 : La vie est trop courte d'André Roussin, mise en scène Michel Fagadau, théâtre Daunou
- 1983 : La vie est trop courte d'André Roussin, mise en scène Michel Fagadau, théâtre de la Gaîté-Montparnasse
- 1985 : La Berlue de Jean-Jacques Bricaire et Maurice Lasaygues, mise en scène René Clermont, Petit Marigny
- 1990 : Coiffure pour dames de Robert Harling, mise en scène Stéphane Hillel, théâtre de la Gaîté-Montparnasse
- 1992 : Marie Tudor de Victor Hugo, mise en scène Jean-Renaud Garcia, festival de Collonges-la-Rouge
- 1993 : La Chatte sur un toit brûlant de Tennessee Williams, mise en scène Michel Fagadau, théâtre Marigny
- 1994 : Un air de famille de Jean-Pierre Bacri et Agnès Jaoui, mise en scène Stephan Meldegg, théâtre de la Renaissance
- 2004 : Crise de mères de Martial Courcier, mise en scène Éric Le Roch, Le Splendid
- 2006 : Toc toc de Laurent Baffie, mise en scène Laurent Baffie, théâtre du Palais-Royal
- 2010: Le Capitaine Fracasse, mise en scène Jean-Renaud Garcia, théâtre 14 et Tournée

## Filmographie

### Cinéma
- 1950 : Les vacances finissent demain d'Yvan Noé : Anne-Marie
- 1951 : Ce coquin d'Anatole d'Émile Couzinet : Germaine de la Boëtie
- 1952 : Rayés des vivants de Maurice Cloche : une fille
- 1952 : Un caprice de Caroline chérie de Jean-Devaivre : Jeannette
- 1953 : La Belle de Cadix de Raymond Bernard et Eusebio Fernández Ardavin : Alexandrine Dupont
- 1955 : L'amour est quelque part... en Belgique de Gaston Schoukens : Lili
- 1956 : Les Aventures de Gil Blas de Santillane (Una aventura de Gil Blas) de René Jolivet et Ricardo Muñoz Suay
- 1956 : Ce soir les jupons volent de Dimitri Kirsanoff : le mannequin étranger
- 1957 : Une Parisienne de Michel Boisrond : Caroline
- 1958 : Le Dos au mur d'Édouard Molinaro : Ghislaine
- 1959 : Les Quatre Cents Coups de François Truffaut : Gilberte Doinel, la mère
- 1960 : Le bourreau attendra (Fuga desesperada) de Robert Vernay et José Antonio de la Loma : Marina Larsen
- 1959 : Les Canailles de Maurice Labro : June Chalmers
- 1959 : Une fille pour l'été d'Édouard Molinaro : Viviane
- 1960 : Une gueule comme la mienne de Frédéric Dard : Claire Médina
- 1961 :  De quoi tu te mêles, Daniela ! (Zarte Haut in schwarzer Seide) de Max Pécas : Esméralda
- 1961 : Douce violence de Max Pécas : Claire
- 1961 : Les Livreurs de Jean Girault : Bedelia
- 1963 : La Cuisine au beurre de Gilles Grangier : Christiane
- 1964 : Merveilleuse Angélique de Bernard Borderie : Ninon de Lenclos
- 1964 : Requiem pour un caïd de Maurice Cloche : Jeannette Sorel
- 1965 : Quand passent les faisans d'Édouard Molinaro : Micheline Camus
- 1969 : La Fiancée du pirate de Nelly Kaplan : Irène
- 1972 : Le Gang des otages d'Édouard Molinaro : Nelly
- 1974 : Impossible... pas français de Robert Lamoureux : Mauricette Brisset
- 1977 : Les Petits Câlins de Jean-Marie Poiré : la mère de Sophie
- 1978 : La Cage aux folles d'Édouard Molinaro : Simone Deblon
- 1979 : La Ville des silences de Jean Marbœuf : Muriel
- 1980 : Un mauvais fils de Claude Sautet : Madeleine
- 1981 : Itinéraire bis de Christian Drillaud : Marthe
- 1983 : Vous habitez chez vos parents ? de Michel Fermaud : Alice Martell
- 1996 : Un air de famille de Cédric Klapisch : Mme Ménard, la mère
- 1997 : Riches, belles, etc. de Bunny Schpoliansky : la femme fauve
- 1998 : L'Homme de ma vie de Stéphane Kurc : Nelly
- 1998 : Jean-Michel, court métrage d'Alexandre Zanetti : la mère
- 2001 : Le Fabuleux Destin d'Amélie Poulain de Jean-Pierre Jeunet : Suzanne
- 2001 : Les Deux Vieilles Dames et l'Accordeur, court métrage de Guillaume Casset
- 2002 : La Petite Prairie aux bouleaux de Marceline Loridan-Ivens : Ginette
- 2003 : Les Clefs de bagnole de et avec Laurent Baffie : la vieille dame dans le parc
- 2004 : Nuit noire de Daniel Colas : la mère
- 2004 : Illustre inconnue, court métrage de Marc Fitoussi : Jocelyne, l'agent artistique
- 2006 : Le Héros de la famille de Thierry Klifa : Colette
- 2006 : La Vie d'artiste de Marc Fitoussi : l'agent d'Alice
- 2006 : Les Ambitieux de Catherine Corsini :Mme Zahn, la mère de Judith
- 2007 : Souffrance de Aytl Jensen : Jacqueline
- 2010 : La Tête en friche de Jean Becker : Jacqueline, la mère de Germain
- 2010 : Coursier d'Hervé Renoh : l'experte

### Télévision

#### Téléfilms
- 1964 : 325 000 francs de Jean Prat : Cordelia
- 1968    Bouclage d'Alain Boudet : Cécile
- 1994 : Chèques en boîte de Nicolas Gessner : Odette
- 1996 : Les chiens ne font pas des chats d'Ariel Zeitoun : Mamouchka
- 2012 : La Guerre du Royal Palace de Claude-Michel Rome : Hortense Verdier

#### Séries télévisées
- 1958 : Les Cinq Dernières Minutes, épisode Un sang d'encre de Claude Loursais : Geneviève Bourgoin
- 1959 : En votre âme et conscience, épisode L'affaire Steinheil : Marguerite Steinheil
- 1962 : Les Cinq Dernières Minutes, épisode C'était écrit de Claude Loursais : Hélène
- 1962 : L'inspecteur Leclerc enquête, épisode Vengeance de Marcel Bluwal
- 1962 : L'inspecteur Leclerc enquête, épisode Feu Mr Serley de Jean Laviron
- 1965 : Bob Morane, épisode Rafale en Méditerranée de Robert Vernay : Elsa
- 1966 : Vive la vie de Joseph Drimal : Esther
- 1971 : Quentin Durward de Gilles Grangier
- 1975 : Salvator et les Mohicans de Paris (d'après Alexandre Dumas), feuilleton de Bernard Borderie : Léonore
- 1978 : Le Rabat-joie de Jean Larriaga
- 1979 : Les Trois Mousquetaires ou L'escrime ne paie pas de Jean Claude Isler : Anne d'Autriche
- 1982 : Joëlle Mazart : Madame le proviseur
- 1985 : Les Cinq Dernières Minutes, épisode Histoire d'os de Jean-Jacques Goron
- 2005 : Faites comme chez vous ! de Gil Galliot : Maryse Berthelot
- 2009 : Section de recherches (série télévisée) : Saison 4, Episode 5 : Tatiana de Caussade
- 2013 : La Famille Katz (série en 6 épisodes) d'Arnauld Mercadier : Milly Katz

#### Au théâtre ce soir
- 1970 : La Brune que voilà de Robert Lamoureux, mise en scène Robert Thomas, réalisation Pierre Sabbagh, théâtre Marigny
- 1971 : Cash-Cash d'Alistair Foot et Anthony Marriott, mise en scène Michel Vocoret, réalisation Pierre Sabbagh, théâtre Marigny
- 1976 : Le Cœur sous le paillasson d'Harold Brooke et Kay Bannerman, mise en scène Michel Vocoret, réalisation Pierre Sabbagh, théâtre Édouard VII
- 1977 : Les Filles de Jean Marsan, mise en scène de l'auteur, réalisation Pierre Sabbagh, théâtre Marigny
- 1981 : L'Amant de Bornéo de Roger Ferdinand, Paul Armont, José Germain, mise en scène Michel Roux, réalisation Pierre Sabbagh, théâtre Marigny
- 1984 : La vie est trop courte d'André Roussin, mise en scène Michel Fagadau, réalisation Pierre Sabbagh, théâtre Marigny

## Distinctions

### Nominations
- César 1981 : Meilleure actrice dans un second rôle pour Un mauvais fils
- Molières 1995 : Meilleure comédienne dans un second rôle pour Un air de famille